# マリオ・エルモソ
- マリオ・エルモーソ

マリオ・エルモソ・カンセコ（Mario Hermoso Canseco ,  1995年6月18日 - ）は、スペイン・マドリード州マドリード出身のサッカー選手。ブンデスリーガ・バイエル・レヴァークーゼン所属。ポジションはDF。

## 経歴

### クラブ
2005年にレアル・マドリードのカンテラに入団。2014年にCチームに昇格。2014-15シーズンにテルセーラ・ディビシオンでプロデビュー。34試合2得点を記録した。
2015年7月16日、当時セグンダ・ディビシオン所属のレアル・バリャドリードに、1年間のローン移籍で合意し、2015-16シーズンは31試合に出場。同シーズン終了後にレアルに復帰し、2016-17シーズンはBチームでプレーした。
2017年7月12日、RCDエスパニョールと3年契約を締結。9月9日のFCバルセロナ戦で、ラ・リーガ初出場。2018年1月28日のCDレガネス戦で、リーガ初ゴールを記録した。
2019年7月18日、アトレティコ・マドリードと5年契約を締結した。2020年10月9日、UEFAチャンピオンズリーグのレッドブル・ザルツブルク戦で移籍後初ゴールを挙げ、勝利に貢献した。
2022-23シーズンは、序盤戦こそ出場機会を掴めなかったものの、負傷者に続出に伴い後半戦からは3バックの左CBとしてレギュラーに定着し、同シーズンはリーグ戦26試合に出場した。
2024年9月2日、ASローマへの移籍が決定。
2025年1月31日、バイエル・レヴァークーゼンへのレンタル移籍が発表された。

### 代表
2018年11月19日、ボスニア・ヘルツェゴビナ戦でスペイン代表デビューを果たした。

## 人物
地元マドリードにて、自身が経営に参加している日本料理店「寅 -Tora-」は、2023年にミシュランガイドで1つ星評価を受けるほどの実力を持つ料理店である。

## 個人成績

### クラブ
2023-24シーズン終了時点
| クラブ                   | シーズン | リーグ     | リーグ戦 | リーグ戦 | コパ・デル・レイ | コパ・デル・レイ | 国際大会 | 国際大会 | その他 | その他 | 合計 | 合計 |
| クラブ                   | シーズン | リーグ     | 出場     | 得点     | 出場             | 得点             | 出場     | 得点     | 出場   | 得点   | 出場 | 得点 |
| ------------------------ | -------- | ---------- | -------- | -------- | ---------------- | ---------------- | -------- | -------- | ------ | ------ | ---- | ---- |
| バリャドリード           | 2015-16  | セグンダ   | 31       | 0        | 0                | 0                | -        | -        | 0      | 0      | 31   | 0    |
| バリャドリード           | 通算     | 通算       | 31       | 0        | 0                | 0                | -        | -        | 0      | 0      | 31   | 0    |
| エスパニョール           | 2017-18  | プリメーラ | 22       | 1        | 2                | 0                | -        | -        | 0      | 0      | 24   | 1    |
| エスパニョール           | 2018-19  | プリメーラ | 32       | 3        | 3                | 0                | -        | -        | 0      | 0      | 35   | 3    |
| エスパニョール           | 通算     | 通算       | 54       | 4        | 5                | 0                | -        | -        | 0      | 0      | 59   | 4    |
| アトレティコ・マドリード | 2019-20  | プリメーラ | 17       | 0        | 1                | 0                | 5        | 0        | 0      | 0      | 23   | 0    |
| アトレティコ・マドリード | 2020-21  | プリメーラ | 31       | 1        | 1                | 0                | 6        | 1        | 0      | 0      | 38   | 2    |
| アトレティコ・マドリード | 2021-22  | プリメーラ | 26       | 2        | 1                | 0                | 6        | 0        | 1      | 0      | 34   | 2    |
| アトレティコ・マドリード | 2022-23  | プリメーラ | 26       | 3        | 5                | 0                | 3        | 1        | -      | -      | 34   | 4    |
| アトレティコ・マドリード | 2023-24  | プリメーラ | 31       | 0        | 4                | 0                | 9        | 1        | 1      | 1      | 45   | 2    |
| アトレティコ・マドリード | 通算     | 通算       | 131      | 6        | 12               | 0                | 29       | 3        | 2      | 1      | 174  | 10   |
| 総通算                   | 総通算   | 総通算     | 216      | 10       | 17               | 0                | 29       | 3        | 2      | 1      | 265  | 14   |

| クラブ              | シーズン | リーグ     | リーグ戦 | リーグ戦 | 合計 | 合計 |
| クラブ              | シーズン | リーグ     | 出場     | 得点     | 出場 | 得点 |
| ------------------- | -------- | ---------- | -------- | -------- | ---- | ---- |
| レアル・マドリードC | 2014-15  | テルセーラ | 34       | 2        | 34   | 2    |
| 総通算              | 総通算   | 総通算     | 34       | 2        | 34   | 2    |

| クラブ                             | シーズン | リーグ    | リーグ戦 | リーグ戦 | 合計 | 合計 |
| クラブ                             | シーズン | リーグ    | 出場     | 得点     | 出場 | 得点 |
| ---------------------------------- | -------- | --------- | -------- | -------- | ---- | ---- |
| レアル・マドリード・カスティージャ | 2016-17  | セグンダB | 33       | 1        | 33   | 1    |
| 総通算                             | 総通算   | 総通算    | 33       | 1        | 33   | 1    |

### 代表
国際Aマッチ 5試合 0得点（2018年- 2019年）
| スペイン代表 | 国際Aマッチ | 国際Aマッチ |
| 年           | 出場        | 得点        |
| ------------ | ----------- | ----------- |
| 2018         | 1           | 0           |
| 2019         | 4           | 0           |
| 通算         | 5           | 0           |

## タイトル
アトレティコ・マドリード
- プリメーラ・ディビシオン：1回（2020-21）